# 대선조선
대선조선은 대한민국의 조선업체이다. 본사 및 공장은 부산광역시에 위치한다.

## 연혁
- 1945년 12월 25일 대선철공소 설립
- 1954년 5월 조선업 면허
- 1963년 4월 대선조선주식회사 상호 변경
- 1974년 9월 제2공장 준공
- 1997년 1월 코스닥 등록
- 2006년 7월 부산광역시 향토 기업 선정
- 2006년 9월 1공장 80톤 크레인 준공
- 2007년 5월 FLOATING DOCK[부선거] 1기 준공
- 2008년 6월 다대 조선소[600톤]골리앗 1호 크레인 설치
- 2008년 12월 제45회 무영의 날 2억불 수출의 탑 및 동탑산업훈장 수상
- 2008년 12월 부산광역시 우수 기업으로 인정[제1187호]
- 2009년 3월 제43회 납세자의 날 우수 납세자 선정
- 2010년 10월 다대 조선소 선각 공장 착공
- 2011년 4월 다대 조선소[600톤]골리앗 2호 크레인 설치
- 2011년 4월 자본전액 잠식 등에 의한 코스닥 상장 폐지
- 2011년 12월 제3공장[다대조선소] 선각 공장 완공
- 2012년 1월 부산광역시 향토기업 재선정
- 2014년 12월 영도 청학동 2공장 매각
- 2018년 10월 국내 최초 연안여객선[실버클라우드호] 성공 인도
- 2018년 12월 자율협약체결 이후 영업흑자 전환
- 2019년 4월 기술본부 이수근 부사장 대표이사로 취임

## 시설

### 제1공장
- 부산광역시 영도구 봉래나루로 254 (봉래동4가)

### 제2공장
- 부산광역시 영도구 해양로 69 (청학동) 2014년 매각

### 제3공장
- 부산광역시 사하구 감천항로 454 (다대동)

### 생산능력
- Tankers : Oil, Product and Chemical Tanker up to 75,000 DWT
- Container Carrier : 1,000 TEU ~ 3,000 TEU
- Bulk Carriers : 35,000 DWT ~ 82,000 TEU
- GAS Carriers : 3,500 CBM ~ 20,000 CBM

- 연안여객선
- 80M급 참치선망선
- 실습선
- 3.5K SUS TANKER
- 1,000TEU 컨테이너선
- 소형급 특수선 등